# Прапор Каланчацького району
Пра́пор Каланча́цького райо́ну — офіційний символ Каланчацького району Херсонської області, затверджений 25 червня 2009 року рішенням сесії Каланчацької районної ради.

## Опис
Прапор являє собою прямокутне полотнище зі співвідношенням сторін 2:3, яке складається з трьох рівновеликих горизонтальних смуг: зеленої, жовтої та коричневої з трьома хвилястими лазуровими лініями. У центрі прапора розміщено герб району.
Герб — це лазуровий щит, перетятий зеленою вигнутою балкою, під якою вміщено три хвилясті срібні балки з срібним якорем посередині. У центрі верхньої частини поля розташовано три золоті колоски, над якими на тлі сонця летить срібний лебідь, а з боків від колосків зображено червону й золоту квітки тюльпана. На золотій девізній стрічці розміщено напис «Каланчацький район».